# 天童本線料金所
天童本線料金所（てんどうほんせんりょうきんじょ）は、山形県天童市にある東北中央自動車道の本線料金所である。
2017年（平成29年）12月1日に通行料金を支払う場所を東根IC出入口料金所から当施設に変更された。
東根IC以北は、国土交通省が管轄する新直轄区間（無料区間）で整備されるため、東根IC以北および東根ICからの通行券発券や天童IC以南からの料金収受業務は当施設で行われる。

## 歴史
- 2017年（平成29年）12月1日 : 供用開始[1]。

## 料金所
- ブース数 : 4

### 山形JCT方面
- ブース数：2

2ブースともETC専用および一般またはETC・一般の可変式ブース

### 新庄IC方面
- ブース数：2

2ブースともETC専用および一般またはETC・一般の可変式ブース

## 隣
E13 東北中央自動車道
(16) 天童IC - 天童TB - (17) 東根IC